# Tomogonus implicatus
Tomogonus implicatus är en mångfotingart som först beskrevs av Demange 1978.  Tomogonus implicatus ingår i släktet Tomogonus och familjen Spirostreptidae. Inga underarter finns listade i Catalogue of Life.